# Brachyscome lineariloba
Brachyscome lineariloba là một loài thực vật có hoa trong họ Cúc. Loài này được (DC.) Druce mô tả khoa học đầu tiên năm 1917.